# New Order I (Stargate SG-1)
New Order I (Nuevo Orden, Parte 1) es el primer episodio de la octava temporada de la serie de televisión de ciencia ficción Stargate SG-1, y el episodio N.º 155 de toda la serie.

## Trama
En el SGC, Daniel está preparándose para viajar a la Antártida en busca de Jack, pero la doctora Weir aparece y le hace saber que las conversaciones se han parado, y que deberán esperar un tiempo hasta llegar a un acuerdo con las restantes naciones que conocen el proyecto Stargate dada la magnitud del ataque a Anubis. A Daniel no le hace mucha gracia la idea pero la doctora le dice que no hay otra cosa que hacer.
En una reunión posterior con el SG-1, Weir les explica la delicada situación. Daniel entonces sugiere contactar con los Asgard, dado que en una ocasión previa ya ayudaron a O'Neill cuando descargó el conocimiento de los Antiguos en su mente. La Dra. le hace saber que ya han intentado contactar con ellos, sin obtener respuesta. El SG-1 propone entonces ir en su búsqueda al planeta Halla, donde confinaron a los replicantes hará un par de años; pues suponen que los Asgard estarán por la zona dado que en poco tiempo los replicantes ya habrán podido librarse de su trampa. Sin embargo el único medio para llegar allí es el Tel'tak que usaron en la misión previa (pues O'Neill había dejado modificados los motores con una potencia superior, que les permitiría llegar a tiempo a su destino), pero Weir se niega pues no quiere arriesgarse a perder la nave con las mejoras introducidas. En una posterior conversación con la doctora Weir, Sam la convence alegando que si no fuera por la nave y O'Neill en ese instante no estarían discutiendo, pues Anubis habría acabado con toda forma de vida.
Sam y Teal'c se preparan para el viaje e informan a Daniel Jackson que deberá permanecer en la base; pues de fracasar ellos, los conocimientos de Daniel son los únicos capaces de salvar a O'Neill.
En la base, se acciona el Stargate y reciben un mensaje de texto en Goa'uld de un Señor del Sistema: Camulus; quien les invita a concertar una entrevista con todos los Señores del Sistema.
Al llegar a Halla, observan que el planeta no está. Teal'c se percata de que no consigue controlar la nave debido a una enorme fuerza del exterior de la nave. Entonces se dan cuenta de que están siendo absorbidos por un agujero negro. Tras intentar salir desesperadamente del campo de fuerza, y cuando el Tel'tak está a punto de despedazarse, Thor los teletransporta a su nave.
Mientras tanto, en el SGC, Daniel y Weir discuten acerca de llevar a cabo o no las negociaciones con los Señores del Sistema. Tras la aprobación por parte del Presidente de los EEUU, deciden quedar con los Señores del Sistema, primero en un territorio neutral, para luego ir a la Tierra (y así asegurarse de que no van armados y no suponen un peligro para la base).
Ya en su nave, Thor les explica que él mismo colapsó el sol de Halla con el fin de evitar que los replicantes huyeran, tras desactivar el aparato de dilatación del tiempo. Entonces observa que los replicadores, todos unidos en un solo ente, logran evadir el agujero negro y salir de su campo, lo cual Thor supone que habrán logrado ayudándose del aparato de dilatación del tiempo. Dado que no tienen forma de luchar contra ellos, deciden huir entrando en el hiperespacio, pero la nave de los replicantes les sigue, y les dispara un proyectil de replicantes, que intenta tomar la nave de Thor.
En el SGC, los Señores del Sistema ponen al corriente a Daniel y a Weir de que Baal se ha hecho con los guerreros de Anubis, y ahora es quien más poder tiene. Yu, a través de su sirviente, propone hacer uso del arma de los Antiguos que los Tau'ri poseen en la Antártida.
En la nave de Thor, Teal'c y Carter van a la zona invadida de replicadores a hacerles frente cuando, de repente, Sam es teletransportada a la nave replicante. La nave replicante huye por el hiperespacio, y Thor la sigue.
En el SGC, los Señores del Sistema avisan de que Baal se ha percatado de la omisión de ayuda por parte de los Asgard a los Tauri últimamente, por lo que cree que éstos ya no están capacitados para luchar contra los Goa'uld y pretende atacar y conquistar todos los planetas de la galaxia, sin miedo a represalias.
Thor explica a Teal'c que los replicadores se dirigen a Orilla, actual residencia de los Asgard, pues es un planeta rico en neutronio, algo de lo que precisan para la construcción de replicantes humanoides. En la nave replicante, Carter es abordada por Quinto, quien le echa en cara el haberle abandonado en Halla y amenaza con hacerle ver y sentir todo por lo que él pasó; conectándose a su mente a continuación. En la nave Asgard, Thor comenta a Teal'c de que la única solución viable es aproximarse a la nave replicante y activar la autodestrucción (pues en el hiperespacio no pueden usar las armas por falta de energía); y de llegar a Orilla, los replicantes dispondrían de todos los recursos necesarios para replicarse miles de veces más. Teal'c, no se niega a sacrificarse y Thor se prepara para activar la autodestrucción. Quinto habla con Carter, y la hace saber que su "humanidad" le ha permitido tener ansias de venganza, ser cruel y disfrutar de cada mundo que conquista su especie.
En el SGC, los Señores del Sistema ofrecen a los Tauri, tecnología Goa'uld para construir naves capaces de viajar por el hiperespacio, a cambio de que ataquen a Baal, pero Weir se niega (sólo aceptará atacar a Baal si a cambio los Tau'ri se quedan con todos y cada uno de los territorios de este). Los Señores de Sistema envían entonces un mensaje a sus restantes compañeros.
En el hiperespacio, Thor se prepara para la autodestrucción, pero al activarla la nave no responde y aminora la velocidad. Entonces descubren que algún replicante sigue en su nave en la sala de control auxiliar. Teal'c se dirige allí para eliminarlos, pero cuando lo hace, ya están demasiado lejos de la nave replicante para poder alcanzarla con la detonación. Entonces Thor contacta con Orilla para que las naves Asgard tiendan una emboscada a los replicantes sin dar tiempo a éstos de activar sus escudos al salir del hiperespacio.
Mientas, en el CSG, el Sargento Siler hace llegar a Daniel una copia del mensaje que los Señores del Sistema han enviado (mensaje que está cifrado). Poco después reciben una respuesta (también cifrada). Cuando se disponen a abandonar la base por el Stargate, Daniel los detiene cerrando el agujero; pues averigua que el mensaje recibido confirma un próximo ataque a la Tierra de una nave Goa'uld para poner a prueba sus defensas. Weir entonces los hace prisioneros.

## Artistas invitados
- Torri Higginson como la Dra. Elizabeth Weir.
- Patrick Currie como Quinto.
- Kira Clavell como Amaterasu.
- Steve Bacic como Camulus.
- Gary Jones como Walter Harriman.
- Kevan Ohtsji como Oshu.
- Vince Crestejo como Yu.